# Kyll
Kyll – rzeka w Nadrenii-Palatynacie o długości 142 km. Pierwszy raz wzmiankowana jako Celbis przez rzymskiego poetę Auzoniusza w IV w. Kyll jest lewym dopływem Mozeli. Powierzchnia zlewni wynosi 834 km². Źródło rzeki znajduje się w lesie Zitter koło miejscowości Losheimergraben w powiecie Euskirchen. Płynie na południe przepływając przez Stadtkyll, Gerolstein, Kyllburg i Bitburg. Wpływa do Mozeli w północnej części miasta Trewir.